# يعقوب أباد (ساوجبلاغ)
يعقوب‌ أباد هي قرية في مقاطعة ساوجبلاغ في إيران. يُقدر عدد سكانها بـ 96 نسمة بحسب إحصاء 2016.